# Grand Prix Nîmes
Grand Prix Nîmes, oficj. Grand Prix automobile de Nîmes – wyścig samochodowy, odbywający się w latach 1932-1933, 1947 w Nîmes w Prowansji.

## Zwycięzcy
| Rok  | Kategoria  | Zwycięzca        | Samochód           | Wyniki |
| ---- | ---------- | ---------------- | ------------------ | ------ |
| 1932 | Grand Prix | Benoît Falchetto | Bugatti T535B      | Wyniki |
| 1933 | Grand Prix | Tazio Nuvolari   | Alfa Romeo 8C 2300 | Wyniki |
| 1947 | Grand Prix | Luigi Villoresi  | Maserati 4CL       | Wyniki |